# Lijst van voetbalinterlands Japan - Nederland (vrouwen)
Deze lijst van voetbalinterlands is een overzicht van alle voetbalwedstrijden tussen de nationale vrouwenteams van Japan en Nederland. Japan en Nederland hebben tien keer tegen elkaar gespeeld. De eerste wedstrijd was op 6 augustus 2004 in Zeist.

## Wedstrijden
| №  | Plaats     | Datum            | Competitie        | Wedstrijd         | Uitslag |
| -- | ---------- | ---------------- | ----------------- | ----------------- | ------- |
| 1  | Zeist      | 6 augustus 2004  | Vriendschappelijk | Nederland − Japan | 0 − 2   |
| 2  | Larnaca    | 5 maart 2008     | Vriendschappelijk | Japan − Nederland | 3 − 1   |
| 3  | Nicosia    | 12 maart 2008    | Vriendschappelijk | Japan − Nederland | 2 − 1   |
| 4  | Volendam   | 29 november 2008 | Vriendschappelijk | Nederland − Japan | 3 − 1   |
| 5  | Vancouver  | 24 juni 2015     | WK 2015           | Japan − Nederland | 2 − 1   |
| 6  | Faro/Loulé | 8 maart 2017     | Vriendschappelijk | Japan − Nederland | 2 − 3   |
| 7  | Breda      | 8 juni 2017      | Vriendschappelijk | Nederland − Japan | 0 − 1   |
| 8  | Parchal    | 28 februari 2018 | Vriendschappelijk | Japan − Nederland | 2 − 6   |
| 9  | Rennes     | 25 juni 2019     | WK 2019           | Nederland − Japan | 2 − 1   |
| 10 | Den Haag   | 29 november 2021 | Vriendschappelijk | Nederland − Japan | 0 − 0   |

## Samenvatting
| Competitie        | Totaal gespeeld | Winst Japan | Gelijk | Winst Nederland | Doelsaldo Japan – Nederland |
| ----------------- | --------------- | ----------- | ------ | --------------- | --------------------------- |
| WK-eindronde      | 2               | 1           | 0      | 1               | 3 − 3                       |
| Vriendschappelijk | 8               | 4           | 1      | 3               | 13 − 14                     |
| Totaal            | 10              | 5           | 1      | 4               | 15 − 15                     |